# Rökarom

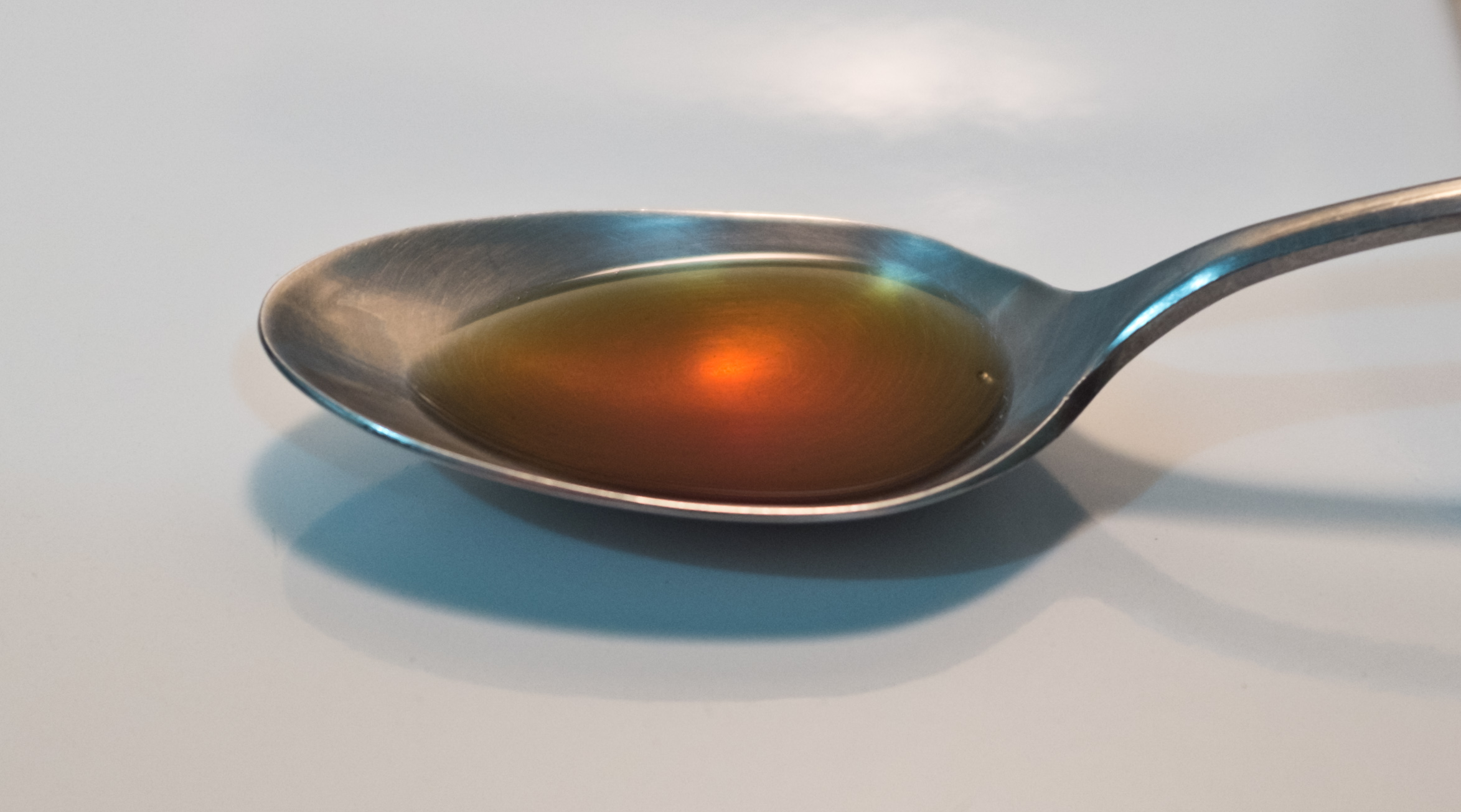
En sked med flytande rökarom.

Rökarom består av kondenserad rök från eldning av trä och vatten, och används som alternativ till traditionell rökning vid tillverkning av vissa livsmedel såsom falukorv och bacon. Rökaromen tillsätts i ett rökskåp med hjälp av värme och högt tryck, via pensling, spray eller injicering.

## Hälsoskadliga ämnen
Både vid rökning och användning av rökaromer kan det finnas en risk för att hälsoskadliga ämnen tillförs i livsmedlet. Exempel på sådana hälsoskadliga ämnen är PAH, polycykliska aromatiska kolväten. Rökaromer innehåller i sig betydligt lägre halt av vissa hälsoskadliga ämnen än rök. Lagstiftningen om rökaromer syftar till att förebygga hälsorisker på kort och lång sikt.

## Lagar
Det finns bestämmer vad gäller framställning och användning av rökarom inom EU.
Under år 2024 beslutade EU att många rökaromer som används inom livsmedelsindustrin ska fasas ut under en övergångsperiod med anledning av det hälsovådliga innehållet. För ost-, kött- och fiskprodukter gäller stoppet från och med den 1 juli 2029, och för andra produkter från och med den 1 juli 2026. Produkterna får dock fortsätta att säljas med rökaromen efter datumen, tills hållbarheten gått ut. Enligt kommissionens genomförande bör det införas lämpliga åtgärder, som anpassas till de olika användningsområdena för rökaromprimärprodukter, så att livsmedelsföretagare kan hitta alternativ.

### Märkning
Enligt LIVSFS 2004:27 måste produkter innehållande rökarom märkas med "rökarom" eller "rökarom/er framställda av (t.ex.) bok" på innehållsdeklarationen, under förutsättning att livsmedlet får röksmak av behandlingen. I annat fall anges rökaromen endast som "aromer". Regeln tillämpas sedan 20 januari 2011 då aromförordningen, förordning (EG) nr 1334/2008 började att tillämpas.
Enligt förordning (EG) nr 1334/2008 är det förbjudet att märka produkter med "naturlig rökarom".

### Webbkällor
- Rökaromer. Livsmedelsverket. Läst 16 september 2013. (arkiverad 2012)